# Lauric Jean
Lauric Jean, né le 5 juin 1992 à Maubeuge en France, est un pongiste belge. Il est double champion de Belgique individuel en 2015 et en 2016.

## Biographie

### Carrière sportive
Lauric Jean commence le tennis de table à l'âge de six ans grâce à son père qui jouait alors en "ouvrière".
En 2010, alors classé onzième joueur de Belgique, il fait sensation en battant Jean-Michel Saive en quart de finale du championnat de Belgique individuel, mais perd en finale face à Yannick Vostes.
En 2015, il est champion de Belgique en battant Cedric Nuytinck en finale. Il gagne une nouvelle fois en 2016 en battant Florent Lambiet en finale. Il compte également cinq titres de champions de Belgique en double messieurs avec Florent Lamoque en 2009, Cedric Nuytinck en 2011 et Florent Lambiet de 2014 à 2016.
Sa meilleure position au classement mondial a été 196e en mai 2018 et son meilleur classement en Belgique était A3 (troisième meilleur joueur de Belgique) de 2011 à 2013.